# Диди-Беками
Диди-Беками (груз. დიდი ბეკამი) — село в Грузии. Находится в Хашурском муниципалитете края Шида-Картли. Высота над уровнем моря составляет 800 метров. Население — 180 человек (2014).